# Galska skupina
Galska skupina Saturnovih naravnih satelitov je skupina štirih nepravilnih progradnih satelitov, ki imajo podobne tirnice. 

Članice Galske skupine so:
- Albioriks
- Bebiona
- Eriap
- Tarvos

## Lastnosti članic Galske skupine
Velike polosi njihovih tirnic zavzemajo vrednosti od 16 in 19 Gm. Nakloni tirnic skupine so med 35 in 40°, izsrednosti pa med 0,52 in 0,55. 
Skupina je precej homogena po lastnostih. Vsu lune kažejo svetlordečo bravo (barvni indeks B – V = 0,91, V – R = 0,48)  in imajo tudi podobne značilnosti v infardečem spektru . 
Prvotna opazovanja so kazala, da ima največja članica skupine Albioriks dve barvi: prva je podobna barvi lun Eriapo in Tarvos, druga barva pa je manj rdeča.
To niso razlagali s skupnim izvorom ampak, da sta Tarvos in Eriap nastala iz Albioriksa, kjer je ostal velik manj rdeč krater . Tako velik krater (polmer 12 km) je lahko naredilo samo telo s premerom 1 km in s hitrostjo okoli 5 km/s.  Veliko število kraterjev na luni Feba kaže na to da so bili v preteklosti takšni trki nejkaj običajnega.
Mednarodna astronomska zveza (IAU) je za članice te skupine naravnih satelitov rezervirala imena iz galske mitologije.